# Saison 2021-2022 du Raja Club Athletic
Maillots
Chronologie
Saison précédente Saison suivante
La saison 2021-2022 du Raja Club Athletic est la 73e de l'histoire du club depuis sa fondation le 20 mars 1949. Elle fait suite à la saison 2020-2021 qui a vu le Raja remporter la Coupe de la confédération et le Championnat arabe des clubs.
Au titre de cette saison, le Raja CA est engagé dans quatre compétitions officielles: Le Championnat du Maroc, la Coupe du Trône, la Ligue des champions et la Supercoupe de la CAF. Au terme d'une saison tumultueuse marquée par le passage de trois présidents et quatre entraîneurs, le Raja ne remporte aucun titre pour la première fois depuis cinq ans.
Le meilleur buteur de la saison est Hamid Ahaddad avec 12 buts inscrits toutes compétitions confondues, tandis que le meilleur passeur est Mohsine Moutouali avec 7 passes décisives.

## Avant saison
Malgré une saison qui s'est soldée par un 9e sacre continental et une deuxième place en championnat (avec les finales du Championnat arabe et de la Supercoupe à venir), le club fait face à un grand mécontentement de la part des supporters qui ont déjà organisé deux protestations devant le Complexe de l'Oasis, menés par les groupes Ultras. Ils exigent le départ urgent du président et de son comité directeur.
Le 20 juillet 2021, une décision est tombée comme un couperet sur le Raja. Le club est en effet sanctionné d’une interdiction de recrutement par la FIFA pour la première fois de son histoire. Cette décision fait suite à de multiples litiges puisqu’il est reproché au club de ne pas s’être acquitté de ses dettes envers son ancien joueur congolais Lema Mabidi, son ex-coach Juan Carlos Garrido et le club nigérian d’Enugu Rangers dans le cadre du transfert de Christian Osaguona. Le montant des impayés se chiffrerait à 1,2 million de dollars.
Le 25 juillet, le club annonce la date de l'assemblée générale ordinaire qui a été fixée au 27 août L'ordre du jour comporte notamment la discussion et la validation des rapports financiers et moraux des deux saisons écoulées, et l'élection d'un nouveau président et son comité directeur. Les supporters sont furieux puisqu'ils exigeaient une assemblée générale avant la finale du Championnat arabe prévue le 21 août, afin de laisser le temps au nouveau président de recruter des joueurs et de préparer l'équipe pour la saison prochaine qui commence en septembre (la liste des joueurs africains doit même être envoyée à la CAF avant le 15 août).

Le 28 juillet, un communiqué officiel annonce le 18 août comme date limite pour le dépôt des dossiers de candidatures pour les candidats souhaitant se présenter à la présidence du club. 

Équipementier du Raja CA entre 2003 et 2007, Kappa fait son retour sur le maillot vert et blanc à compter de la saison 2021-2022

Le 2 août, quelques modifications au sein du staff technique sont annoncées. Mohamed Bekkari, premier entraîneur-adjoint de Lassaad Chabbi, est remplacé par son second adjoint Hicham Aboucherouane. L'entraîneur des gardiens Ahmed Mae El Aynine est remplacé par l'ancien portier du club Saïd Dghay.
Le 13 août, le Raja annonce la signature d'un contrat de quatre ans avec l'équipementier italien Kappa, après la période 2003-2007, qui se chargera désormais de fournir les maillots de l'ensemble des catégories d'âge du club. Du fait que le partenariat s'est tardivement concrétisé, la marque livrera d'abord des maillots de son catalogue prédéfini, pour avoir le temps de concevoir des maillots uniques au Raja à compter de la saison prochaine.
Le 16 août, la direction annonce le report des AGO des saisons 2019-2020 et 2020-2021 au 14 septembre 2021 à cause de la situation sanitaire liée à la hausse des cas de covid-19, mais également à la décision des autorités locales de ne pas accorder d’autorisation pour la tenue de l'assemblée générale. Le communiqué précise que cette décision vient pour garantir la présence des adhérents, en vue de discuter des points à l’ordre du jour, mais aussi l’élection d’un nouveau président.
L'équipe entre en concentration durant la semaine précédant la finale de la Coupe arabe au Centre sportif de Maâmora, réservé exclusivement à l'équipe nationale marocaine. Le Raja s'impose finalement face au Ittihad FC aux tirs au but après une finale palpitante qui s'est soldée par un nul 4-4.
Après quelques jours de repos, les joueurs reprennent l'entraînement et partent en concentration à Marrakech en guise de préparation pour la nouvelle saison.
Le 11 septembre, l'assemblée générale est de nouveau reportée pour les mêmes motifs. Dix jours après, la nouvelle date est fixée au 27 octobre.

### Prolongations de contrats
Au terme de la saison 2020-2021, quatre joueurs arrivent au terme de leurs contrats respectifs, il s'agit de Anas Zniti, Ilias Haddad, Abderrahim Achchakir et Sanad Al Warfali. Ces deux derniers quittent le club.
Le 10 août, le club signe des contrats professionnels avec six joueurs issus de son équipe espoir, il s'agit de Abdellah Farah, Mohamed Naim, Mouad Mouchtanim, Taha Ichbili, Ahmed Khatibi et Ayoub Chaboud.
Le 12 août, le Raja annonce le renouvellement du bail de Ilias Haddad pour une saison supplémentaire, après ses excellentes prestations lors de la saison précédente. Le 13 août, et après de longues négociations, le Raja renouvelle le contrat de son portier Anas Zniti pour une saison supplémentaire.

### Reprise
Le 4 août 2021 est le jour de reprise des entraînements pour le Raja Club Athletic sous la houlette de Lassaad Chabbi. En fin de contrat, Anas Zniti, Ilias Haddad et Abderrahim Achchakir manquent à l'appel. Déclaré positif au SARS-CoV-2 deux jours plus tôt, Mohamed Zrida est absent à son tour. Soufiane Rahimi a fréquenté son frère (chargé du matériel de l'équipe première) qui est également positif au SARS-CoV-2, il est donc placé en quarantaine.

### Matchs amicaux
En juillet, il est annoncé que l'AS Rome invite le Raja CA pour un séjour en Italie qui se solde par un match amical le 14 août au Stadio Olimpico. La dernière rencontre avec un club italien remonte au 18 août 1998, lorsque le Raja a été invité par la Juventus FC, alors championne d'Italie et menée par Marcello Lippi, à l'occasion du Tournoi de la République de Saint-Marin au Stade Dino-Manuzzi.
Le 29 août au Complexe sportif Raja-Oasis, le Raja bat en amical l'Union sportive musulmane d'Oujda avec un effectif remanié où les nouvelles recrues Omar El Amrani et Youssef Azhari, inscrivent chacun un but.
| Date       | Adversaire        | Lieu                                    | Score | Buteurs                                                       |
| ---------- | ----------------- | --------------------------------------- | ----- | ------------------------------------------------------------- |
| 14/08/2021 | AS Rome           | Stadio Olimpico, Rome                   | 5-0   | -                                                             |
| 29/08/2021 | USM Oujda         | Complexe sportif Raja-Oasis, Casablanca | 6-0   | Rahimi , Makahasi , Omar El Amrani , Soufiane El Azhari , csc |
| 04/09/2021 | Olympique de Safi | Stade de Marrakech, Marrakech           | 2-1   | Mohsine Moutouali pen                                         |

| Entraîneur :  |
| José Mourinho |

| Entraîneur :   |
| Lassaad Chabbi |

| Entraîneur :  |
| José Mourinho |

| Entraîneur :   |
| Lassaad Chabbi |

## Élection du président
Le 27 octobre 2021, après l'approbation des rapports moraux et financiers des saisons 2019-2020 (mandat de Jawad Ziyat) et 2020-2021 (mandat de Rachid Andaloussi), l'assemblée générale nomme Anis Mahfoud comme le nouveau président du Raja Club Athletic. Secrétaire général sous Ziyat, l'avocat de 43 ans est élu à la majorité pour un mandat de 4 ans après avoir remporté le scrutin avec 95 voix, devant Jamaleddine Khalfaoui (44 voix) et Redouane Rami (17 voix).

## Mercato d'été 2021
Le 26 juillet 2021, Ben Malango s'envole aux Émirats arabes unis pour rallier le Sharjah FC. Le joueur s'est engagé pour trois ans avec le club émirati, au terme d'un transfert qui lui a coûté 3,5 millions d'euros. Malango a marqué 24 buts en 42 matchs lors de la saison écoulée et est même devenu le meilleur buteur étranger de l'histoire du Raja CA.
Le 8 août, Abderrahim Achchakir, en fin de contrat, fait ses adieux à son club de cœur et à ses supporters, et signe le lendemain un contrat renouvelable d'une saison avec le Chabab Mohammédia sous la demande de M'hamed Fakhir. Il aura joué 143 matchs depuis 2017, quatre saisons durant lesquelles il a remporté cinq titres; un Championnat, une Coupe du Trône, deux Coupes de la confédération et une Supercoupe.
Le club résilie le contrat de Noah Sadaoui après une saison décevante, moins d'un an après sa venue en provenance du Mouloudia d'Oujda.
Le 12 août, le Raja annonce la signature de Mohamed Nahiri qui paraphe un bail de trois saisons au moyen d'un transfert libre après qu'il a résilié son contrat avec Al-Aïn FC. Il annonce par la même occasion la venue de l'international guinéen Moustapha Kouyaté qui signe également un contrat de trois saisons.
Le 13 août, le Raja annonce le recrutement de l'international burkinabé Sami Hien qui ratifie un contrat de trois saisons en provenance du Salitas FC. Le club remercie Sanad Al Warfali pour ses services et ne renouvelle pas son contrat. Après le renouvellement de son contrat, Riad Idbouiguiguine est prêté au Chabab Riadi Salmi, mené par Redouane El Haimer et fraîchement promu en élite.
Le 15 août, le club enrôle Soufiane Azhari, l'ailier de 24 ans du Rachad Bernoussi pour quatre saisons.
Après avoir disputé la finale du Championnat arabe des clubs le 21 août, Soufiane Rahimi fait ses adieux au club et s'envole aux Émirats arabes unis pour rallier Al-Aïn FC.
Le 24 août, le Raja recrute Omar El Amrani en provenance du Malaga CF pour quatre saisons. L'attaquant de 20 ans a reçu sa formation à l'Académie Mohammed VI de football avant d'aller en Espagne.
Le 27 août, l'attaquant gambien de 22 ans Gibril Sillah signe un bail de trois saisons au Raja en provenance de Tuengueth FC.Le lendemain, le Raja résilie le contrat de Ayoub Nanah à l'amiable qui part alors au Fath Union Sport. Le défenseur burkinabé Soumaïla Ouattara est vendu au même club pour la somme de 90 000 $. Le contrat de Mohamed Bouamira est résilié également.
Le 31 août, le club enrôle le défenseur de 25 ans Jamal Harkass pour quatre saisons en provenance du Mouloudia d'Oujda. Il est également annoncé le retour de Hamid Ahaddad qui signe un contrat renouvelable d'une saison. Le 9 septembre, dernier jour du mercato, le Raja résilie son contrat avec Mohamed Douik.
| Joueur               | Poste             | Âge | Type de transfert      | Durée        | Provenance/Destination | Division                    |
| -------------------- | ----------------- | --- | ---------------------- | ------------ | ---------------------- | --------------------------- |
| Arrivées             |                   |     |                        |              |                        |                             |
| Mohamed Nahiri       | Défenseur         | 29  | Transfert libre        | 3 ans (2024) | Al-Aïn FC              | Saudi League                |
| Moustapha Kouyaté    | Attaquant         | 27  | Transfert              | 3 ans (2024) | TP Mazembe             | Linafoot                    |
| Sami Hien            | Milieu de terrain | 24  | Transfert              | 3 ans (2024) | Salitas FC             | Championnat du Burkina Faso |
| Soufiane Azhari      | Attaquant         | 24  | Transfert              | 4 ans (2025) | Rachad Bernoussi       | National 1                  |
| Gibril Sillah        | Attaquant         | 22  | Transfert              | 3 ans (2024) | Tuengueth FC           | Ligue 1                     |
| Jamal Harkass        | Défenseur         | 25  | Transfert              | 4 ans (2025) | Mouloudia d'Oujda      | Botola 1                    |
| Hamid Ahaddad        | Attaquant         | 26  | Transfert              | 1 an (2022)  | Zamalek SC             | Egyptian Premier League     |
| Omar El Amrani       | Attaquant         | 20  | Transfert libre        | 4 ans (2025) | Malaga CF              | LaLiga 2                    |
| Bouchaïb Arassi      | Défenseur         | 21  | Transfert libre        | -            | Chabab Mohammédia      | Botola 1                    |
| Mohamed Douik        | Défenseur         | 23  | Retour de prêt         | -            | Renaissance Zemamra    | Botola 1                    |
| Imrane Fiddi         | Défenseur         | 22  | Retour de prêt         | -            | Chabab Mohammédia      | Botola 1                    |
| Saad Lakohal         | Défenseur         | 23  | Retour de prêt         | -            | Widad Témara           | Botola 2                    |
| Départs              |                   |     |                        |              |                        |                             |
| Ben Malango          | Attaquant         | 27  | Transfert              | 3 ans (2024) | Sharjah FC             | Arabian Gulf League         |
| Soufiane Rahimi      | Attaquant         | 25  | Transfert              | 4 ans (2025) | Al-Aïn FC              | Arabian Gulf League         |
| Sanad Al Warfali     | Défenseur         | 29  | Fin de contrat         | -            | -                      | -                           |
| Abderrahim Achchakir | Défenseur         | 34  | Fin de contrat         | 1 an (2022)  | Chabab Mohammédia      | Botola 1                    |
| Riad Idbouiguiguine  | Milieu de terrain | 21  | Prêt                   | 1 an (2022)  | JS Soualem             | Botola 1                    |
| Imrane Fiddi         | Défenseur         | 22  | Transfert              | -            | Renaissance de Zemamra | Botola 2                    |
| Saad Lakohal         | Défenseur         | 23  | Transfert              | -            | Moghreb de Tetouan     | Botola 2                    |
| Soumaïla Ouattara    | Défenseur         | 26  | Transfert              | 3 ans (2024) | Fath Union Sport       | Botola 1                    |
| Noah Sadaoui         | Attaquant         | 27  | Résiliation de contrat | 3 ans (2024) | AS FAR                 | Botola 1                    |
| Ayoub Nanah          | Attaquant         | 28  | Résiliation de contrat | 3 ans (2024) | Fath Union Sport       | Botola 1                    |
| Mohamed Bouamira     | Gardien de but    | 33  | Résiliation de contrat | -            | Chabab Mohammédia      | Botola 1                    |
| Mohamed Douik        | Défenseur         | 23  | Résiliation de contrat | 3 ans (2024) | Chabab Mohammédia      | Botola 1                    |

## Mi-saison
Avec l'arrêt du championnat à partir du 3 janvier 2022 à la suite de la participation de l'équipe nationale à la Coupe d'Afrique des nations 2021, Marc Wilmots octroie aux joueurs 7 jours de repos avant de reprendre les entraînements. Le 10 janvier, le Raja CA entre en concentration à Agadir avec son nouveau joueur Haitam El Bahja et sans Mohamed Nahiri, confiné au Qatar, Mohamed Souboul, appelé en équipe nationale olympique, Mahmoud Benhalib et Zakaria Habti qui négocient une manière de quitter le club,.
Au Complexe Oasis, la préparation continue à partir du 24 janvier avec la participation des nouveaux joueurs.
Après l'élimination des Lions de l'Atlas de la Coupe d'Afrique des nations, la LNFP annonce la reprise du championnat le 4 février 2021.

### Matchs amicaux
Le 13 janvier, le Raja dispute un premier match amical et écrase Fath Inzegane sur le score de 6-0. Trois jours plus tard, les Verts battent Olympique Dcheira (1-0) qui est entraîné par l'ancienne gloire du Raja Abdelkrim Jinani, et ratent deux pénaltys.
| Date       | Adversaire        | Lieu                          | Score | Buteurs                                                |
| ---------- | ----------------- | ----------------------------- | ----- | ------------------------------------------------------ |
| 13/01/2022 | Fath Inzegane     | Annexe du Stade Adrar, Agadir | 6-0   | Mustapha Kouyaté , Mohsine Moutouali , Haitam El Bahja |
| 16/01/2022 | Olympique Dcheira | Annexe du Stade Adrar, Agadir | 1-0   | Mustapha Kouyaté                                       |

## Mercato hivernal 2022
Le 6 décembre 2021, le Raja CA annonce la résiliation du contrat de Sami Hien, trois mois seulement après sa venue au club. L'international burkinabé n’a joué que 17 minutes cette saison, lors de la première journée du championnat. Dans les 11 journées suivantes, il est resté deux fois sur le banc et n’a pas été inscrit sur la feuille du match à 9 reprises.
Haitam El Bahja est la première recrue du mercato. L'ailier de 28 ans a réalisé 5 buts et 4 passes décisives en 15 matchs de championnat avec la Jeunesse sportive Soualem.
Le 10 janvier 2022, le Raja annonce la résiliation du contrat de Omar Boutayeb après sept ans de loyaux services.
Le 13 janvier, le club annonce le départ de Abdelilah Hafidi pour le club saoudien de Al-Hazm Rass. Le joueur qui s'est affirmé comme l'un des meilleurs joueurs marocains de sa génération a fait ses adieux après avoir passé plus de dix ans au Raja, qu'il a ornées de 9 trophées, 68 buts et 75 passes décisives en 316 rencontres. Le club officialise ensuite le recrutement de quatre joueurs qui atterrissent au Maroc le 20 janvier, en compagnie de Mohamed Nahiri, bloqué au Qatar depuis plus d'un mois pour des causes sanitaires :
- Kadima Kabangu, international congolais qui arrive en provenance du FC Saint Éloi Lupopo.
- Beni Badibanga, ailier belge d'origine congolaise de 25 ans qui débarque du Royal Excel Mouscron.
- Youness Mokhtar, international marocain de 30 ans qui paraphe un contrat renouvelable de six mois.
- Gaya Merbah, portier algérien double champion d'Algérie en titre avec le CR Belouizdad. Il est ainsi le premier à rejoindre la Botola depuis plus de vingt ans après que la FRMF a levé en août l’interdiction de recrutement des gardiens de but non marocains[41]. Merbah est également le deuxième gardien de but algérien à porter les couleurs du Raja après Nacerdine Drid durant la saison 1988-1989[42].

Youssef Gharb et Ayoub Ait Lahsen reviennent à leur tour de six mois de prêt au Rayon Sports FC, en application de l'accord de partenariat bilatéral signé avec le Raja en juillet 2021,.
Le 24 janvier, le club finalise le recrutement de Marouane Fakhr, qui arrive en provenance du Mouloudia d'Oujda pour renforcer l'effectif pendant six mois à la suite de la blessure de Anas Zniti et l'interdiction de faire jouer Gaya Merbah en Ligue des champions 2021-2022 après qu'il a disputé les premiers tours avec son ancien club. Parallèlement, le Raja envoie Gibril Sillah en prêt à la Jeunesse sportive Soualem jusqu'à la fin de la saison.
Le 31 janvier, Abdessamad Badaoui, arrière droit de 22 ans est un pur produit du centre de formation du Raja, arrive en provenance de la JS Soualem. Moins d'une heure avant la fin du mercato, le Raja enrôle Abdelmounaim Boutouil et Mohamed El Mourabit, deux joueurs du Chabab Mohammédia, en prêt jusqu'à la fin de la saison avec option d'achat,. Le Raja résilie également le contrat de Mahmoud Benhalib.
| Joueur                | Poste             | Âge | Type de transfert          | Durée                | Provenance/Destination | Division              |
| --------------------- | ----------------- | --- | -------------------------- | -------------------- | ---------------------- | --------------------- |
| Arrivées              |                   |     |                            |                      |                        |                       |
| Kadima Kabangu        | Attaquant         | 28  | Transfert                  | 3 ans et demi (2024) | FC Saint Éloi Lupopo   | Linafoot              |
| Haitam El Bahja       | Attaquant         | 28  | Transfert                  | 2 ans et demi (2024) | JS Soualem             | Botola 1              |
| Beni Badibanga        | Attaquant         | 25  | Transfert                  | 3 ans et demi (2025) | Royal Excel Mouscron   | D1B Pro League        |
| Gaya Merbah           | Gardien de but    | 27  | Transfert                  | 3 ans et demi (2025) | CR Belouizdad          | Ligue 1               |
| Youness Mokhtar       | Attaquant         | 30  | Transfert                  | 6 mois (2022)        | -                      | -                     |
| Marouane Fakhr        | Gardien de but    | 32  | Transfert                  | 6 mois (2022)        | MC Oujda               | Botola 1              |
| Abdelmounaim Boutouil | Défenseur         | 24  | Prêt (avec option d'achat) | 6 mois (2022)        | Chabab Mohammédia      | Botola 1              |
| Mohamed El Mourabit   | Attaquant         | 23  | Prêt (avec option d'achat) | 6 mois (2022)        | Chabab Mohammédia      | Botola 1              |
| Abdessamad Badaoui    | Défenseur         | 22  | Transfert                  | 4 ans et demi (2026) | JS Soualem             | Botola 1              |
| Youssef Gharb         | Attaquant         | 22  | Retour de prêt             | -                    | Rayon Sports FC        | Rwanda Premier League |
| Ayoub Ait Lahsen      | Milieu de terrain | 22  | Retour de prêt             | -                    | Rayon Sports FC        | Rwanda Premier League |
| Départs               |                   |     |                            |                      |                        |                       |
| Abdelilah Hafidi      | Milieu de terrain | 29  | Transfert                  | 2 ans et demi (2024) | Al-Hazm Rass           | Saudi League          |
| Omar Boutayeb         | Défenseur         | 27  | Résiliation de contrat     | -                    | -                      | -                     |
| Mahmoud Benhalib      | Attaquant         | 25  | Résiliation de contrat     | -                    | -                      | -                     |
| Sami Hien             | Milieu de terrain | 24  | Résiliation de contrat     | -                    | -                      | -                     |
| Houssine Rahimi       | Attaquant         | 19  | Prêt                       | 6 mois (2022)        | RC Oued-Zem            | Botola 1              |
| Gibril Sillah         | Attaquant         | 23  | Prêt                       | 6 mois (2022)        | JS Soualem             | Botola 1              |

## Retour des supporters
Le 24 février 2022, le gouvernement a annoncé la réouverture des stades devant le grand public après une rencontre entre le Chef du gouvernement Aziz Akhannouch et le président de la Fédération royale marocaine de football Fouzi Lekjaa. Le premier club à bénéficier du retour des supporters en Ligue des champions est le Raja qui croisera le fer avec le Horoya AC le 25 février au Stade Mohamed-V après deux ans de huis-clos. Les billets sont mis en vente sur Internet le jour du match.
Les deux groupes Ultras, et avec eux une large partie des supporters, annoncent le boycott du match dans un communiqué publié dans la soirée du 24 février. Les Green Boys et Ultras Eagles ont dénoncé « l’improvisation » autour de l’annonce de réouverture des stades, faite quelques heures avant par le gouvernement, et la revue à la hausse des prix des billets, précisant que leur retour au stade sera reporté à une date ultérieure.
Ainsi, quelque 10 000 supporters ont assisté à la victoire du Raja grâce au but de Mohsine Moutouali (1-0), un parcours sans faute qui le maintient en tête de son groupe avec 9 points. Le Raja a notamment battu son propre record de victoires consécutives en Ligue des champions, avec 5 victoires.

## Compétitions

### Coupe du trône
La Coupe du trône 2020-2021 est 65e édition de la Coupe du Trône de football sous l'égide de la Fédération royale marocaine de football depuis sa création en 1956. C'est une compétition à élimination directe, organisée annuellement et ouverte aux clubs amateurs et professionnels affiliés à la FRMF. Le vainqueur de la Coupe s'offre une place en Coupe de la confédération, s'il n'est pas déjà qualifié pour la Ligue des champions de la CAF.
Le Raja CA totalise 8 titres dans cette compétition, dont le dernier a été remporté en 2017 sous la houlette de Juan Carlos Garrido.
| Date       | Tour           | Adversaire                        | Lieu                                        | Score           |
| ---------- | -------------- | --------------------------------- | ------------------------------------------- | --------------- |
| 06/04/2022 | 1/16 de finale | Jeunesse sportive de Kasbat Tadla | Stade d'honneur de Béni Mellal, Béni Mellal | 0-1             |
| 10/04/2022 | 1/8 de finale  | Raja de Béni Mellal               | Stade d'honneur de Béni Mellal, Béni Mellal | 3-3 (t.a.b 2-4) |
| 07/07/2022 | 1/4 de finale  | Wydad AC                          | Stade Larbi Zaouli, Casablanca              | 2-0             |

### Championnat
La Botola 2021-2022 est la 94e édition du championnat du Maroc de football et la 66e édition sous l'égide de la Fédération royale marocaine de football depuis sa création en 1956. La division oppose seize clubs en une série de trente rencontres, chaque club se rencontrant à deux reprises. Les meilleurs du championnat se qualifient pour les coupes d'Afrique que sont la Ligue des Champions pour le champion et vice-champion, et la Coupe de la confédération pour le troisième.
Le Raja CA participe à cette compétition pour la 66e fois de son histoire et n'a jamais quitté l'élite du football marocain depuis la première édition de 1956-1957, un record national. L'équipe participe à cette édition après avoir terminé le championnat 2020-2021 en deuxième position.

#### Journées 1 à 5
| Date       | J.  | Adversaire    | Lieu                                    | Score |
| ---------- | --- | ------------- | --------------------------------------- | ----- |
| 10/09/2021 | 1re | CAY Berrechid | Stade municipal de Berrechid, Berrechid | 0-1   |
| 19/09/2021 | 2e  | OC Khouribga  | Stade Mohammed V, Casablanca            | 2-1   |
| 24/09/2021 | 3e  | JS Soualem    | Stade Mohammed V, Casablanca            | 3-0   |
| 28/09/2021 | 4e  | IR Tanger     | Stade Ibn-Batouta, Tanger               | 0-1   |
| 03/10/2021 | 5e  | RS Berkane    | Stade Larbi-Zaouli, Casablanca          | 1-2   |

#### Journées 6 à 10
| Date       | J.  | Adversaire   | Lieu                               | Score |
| ---------- | --- | ------------ | ---------------------------------- | ----- |
| 20/10/2021 | 6e  | MC Oujda     | Stade d'honneur d'Oujda, Oujda     | 1-3   |
| 26/10/2021 | 7e  | Fath US      | Stade Mohammed V, Casablanca       | 1-1   |
| 30/10/2021 | 8e  | DH El Jadida | Stade Ben-Ahmed-El-Abdi, El Jadida | 0-2   |
| 03/11/2021 | 9e  | RC Oued-Zem  | Stade Mohammed V, Casablanca       | 0-0   |
| 06/11/2021 | 10e | Wydad AC     | Stade Mohammed V, Casablanca       | 1-1   |

#### Journées 11 à 15
| Date       | J.  | Adversaire     | Lieu                                    | Score |
| ---------- | --- | -------------- | --------------------------------------- | ----- |
| 19/11/2021 | 11e | SCC Mohammédia | Stade municipal de Berrechid, Berrechid | 2-1   |
| 23/11/2021 | 12e | OC Safi        | Stade El Massira, Safi                  | 1-0   |
| 17/12/2021 | 13e | HUS Agadir     | Stade Mohammed V, Casablanca            | 1-0   |
| 02/01/2022 | 14e | AS FAR         | Complexe Moulay Abdallah, Rabat         | 1-1   |
| 30/12/2021 | 15e | Maghreb AS     | Stade Mohammed V, Casablanca            | 1-1   |

#### Journées 16 à 20
| Date       | J.  | Adversaire    | Lieu                                    | Score |
| ---------- | --- | ------------- | --------------------------------------- | ----- |
| 05/02/2022 | 16e | CAY Berrechid | Stade Mohammed V, Casablanca            | 1-1   |
| 15/02/2022 | 17e | OC Khouribga  | Complexe du Phosphate, Khouribga        | 2-2   |
| 22/02/2022 | 18e | JS Soualem    | Stade municipal de Berrechid, Berrechid | 0-1   |
| 01/03/2022 | 19e | IR Tanger     | Stade Mohammed V, Casablanca            | 1-0   |
| 06/03/2022 | 20e | RS Berkane    | Stade municipal de Berkane, Berkane     | 1-2   |

#### Journées 21 à 25
| Date       | J.  | Adversaire   | Lieu                                  | Score |
| ---------- | --- | ------------ | ------------------------------------- | ----- |
| 25/04/2022 | 21e | MC Oujda     | Stade Mohammed V, Casablanca          | 2-0   |
| 29/04/2022 | 22e | Fath US      | Stade Moulay Hassan, Rabat            | 0-1   |
| 06/05/2022 | 23e | DH El Jadida | Stade Mohammed V, Casablanca          | 2-0   |
| 15/05/2022 | 24e | RC Oued-Zem  | Stade municipal de Oued Zem, Oued Zem | 0-1   |
| 16/06/2022 | 25e | Wydad AC     | Stade Mohammed V, Casablanca          | 2-0   |

#### Journées 26 à 30
| Date       | J.  | Adversaire     | Lieu                         | Score |
| ---------- | --- | -------------- | ---------------------------- | ----- |
| 19/06/2022 | 26e | SCC Mohammédia | Stade Bachir, Mohammédia     | 0-0   |
| 22/06/2022 | 27e | OC Safi        | Stade Mohammed V, Casablanca | 2-3   |
| 25/06/2022 | 28e | HUS Agadir     | Stade Adrar, Agadir          | 2-3   |
| 29/06/2022 | 29e | AS FAR         | Stade Mohammed V, Casablanca | 2-1   |
| 02/07/2022 | 30e | Maghreb AS     | Stade de Fès, Fès            | 0-0   |

#### Classement
| Rang | Équipe       | Pts | J  | G  | N  | P | Bp | Bc | Diff | Qualification ou relégation                     |
| ---- | ------------ | --- | -- | -- | -- | - | -- | -- | ---- | ----------------------------------------------- |
| 1    | Wydad AC (C) | 63  | 30 | 19 | 6  | 5 | 46 | 24 | +22  | Qualification pour la Ligue des champions       |
| 2    | Raja CA      | 60  | 30 | 17 | 9  | 4 | 41 | 21 | +20  | Qualification pour la Ligue des champions       |
| 3    | AS FAR       | 48  | 30 | 13 | 9  | 8 | 38 | 29 | +9   | Qualification pour la Coupe de la confédération |
| 4    | Maghreb AS   | 45  | 30 | 9  | 18 | 3 | 28 | 17 | +11  | Qualification pour la Coupe de la confédération |
| 5    | Fath US      | 43  | 30 | 11 | 10 | 9 | 34 | 30 | +4   |                                                 |

### Ligue des champions
La Ligue des champions 2021-2022 est la 58e édition de la plus prestigieuse des compétitions africaines inter-clubs, la Ligue des champions de la CAF. Le Raja Club Athletic participe à cette compétition pour la 19e fois de son histoire et il l'a déjà remporté à trois reprises. Exempté du premier tour, les Verts disputeront un seul tour (aller-retour) pour se qualifier à la phase de poules. Les quatre premiers et les quatre deuxièmes de chaque groupe participent à la phase finale, qui débute par les quarts de finale.

#### Tour de qualification
Le Raja affronte le Liberia Petroleum Refining Company Oilers lors du premier tour. Ne répondant pas à ses critères, la CAF refuse l’homologation des deux grands stades du Liberia, le Samuel Kanyon Doe Sports Complex et le Stade Antoinette Tubman (en) où évolue le LPRC Oilers. La Fédération royale marocaine accepte la demande de la Fédération du Liberia de football de jouer le match aller dans le Grand stade de Marrakech.
| Date       | Tour                  | Adversaire  | Lieu                                | Score |
| ---------- | --------------------- | ----------- | ----------------------------------- | ----- |
| 17/10/2020 | Premier tour - Aller  | LPRC Oilers | Grand stade de Marrakech, Marrakech | 0-2   |
| 23/10/2021 | Premier tour - Retour | LPRC Oilers | Stade Mohamed V, Casablanca         | 2-0   |

#### Phase de poules
| Date       | J.        | Adversaire | Lieu                                 | Score |
| ---------- | --------- | ---------- | ------------------------------------ | ----- |
| 12/02/2022 | Journée 1 | Amazulu FC | Stade Mohamed V, Casablanca          | 1-0   |
| 18/02/2022 | Journée 2 | ES Sétif   | Stade du 5-Juillet-1962, Alger       | 0-1   |
| 25/02/2022 | Journée 3 | Horoya AC  | Stade Mohamed V, Casablanca          | 1-0   |
| 12/03/2022 | Journée 4 | Horoya AC  | Stade Général Lansana Conté, Conakry | 2-1   |
| 18/03/2022 | Journée 5 | Amazulu FC | Stade Moses-Mabhida, Durban          | 0-2   |
| 01/04/2022 | Journée 6 | ES Setif   | Stade Mohamed V, Casablanca          | 1-0   |

| Rang | Équipe    | Pts | J | G | N | P | Bp | Bc | Diff |  | Résultats (▼ dom., ► ext.) |     |     |     |     |
| ---- | --------- | --- | - | - | - | - | -- | -- | ---- |  | -------------------------- | --- | --- | --- | --- |
| 1    | Raja CA   | 15  | 6 | 5 | 0 | 1 | 7  | 2  | +5   |  | Raja CA                    |     | 1-0 | 1-0 | 1-0 |
| 2    | ES Sétif  | 9   | 6 | 3 | 0 | 3 | 6  | 5  | +1   |  | ES Sétif                   | 0-1 |     | 2-0 | 3-2 |
| 3    | AmaZulu   | 7   | 6 | 2 | 1 | 3 | 3  | 6  | -3   |  | AmaZulu                    | 0-2 | 1-0 |     | 1-0 |
| 4    | Horoya AC | 4   | 6 | 1 | 1 | 4 | 5  | 8  | -3   |  | Horoya AC                  | 2-1 | 0-1 | 1-1 |     |

#### Phase finale
| Date       | Tour                   | Adversaire | Lieu                                   | Score |
| ---------- | ---------------------- | ---------- | -------------------------------------- | ----- |
| 16/04/2022 | 1/4 de finale - Aller  | Al Ahly SC | Stade international du Caire, Le Caire | 2-1   |
| 22/04/2022 | 1/4 de finale - Retour | Al Ahly SC | Stade Mohammed V, Casablanca           | 1-1   |

### Supercoupe
Le 22 décembre 2022, le Raja s'oppose à Al Ahly SC pour la Supercoupe de la CAF 2021 à Doha. Quelques heures avant le début de la rencontre, l'équipe est privée des services de Mohamed Nahiri qui est testé positif au SARS-CoV-2. Le Raja ouvre le score dès la 13e minute de jeu grâce à une incursion d'Abdelilah Madkour sur le flanc droit. Les hommes de Marc Wilmots se sont montrés ensuite très rigoureux en défense et dangereux en contre-attaque. Ratant plusieurs occasions de plier le match avec un deuxième but, les Verts encaissent le but d'égalisation à la dernière minute. Le sort du match s'est finalement joué sur une séance de tirs au but, qui a souri aux Égyptiens.
| Supercoupe de la CAF 2021    | Al Ahly SC                                                             | 1 - 1             | Raja CA                                                      | Stade Ahmed-ben-Ali, Doha                                                                                 | |
| 22 décembre 2021 18:00 UTC+1 | Mohamed (en) 90e                                                       | (0 - 1)           | 13e (csc) Ibrahim (en) (Madkour )                            | Spectateurs : 20 000 Diffuseur : beIN SPORTS Arbitrage : Jean-Jacques Ndala Arbitre vidéo : Janny Sikazwe | Spectateurs : 20 000 Diffuseur : beIN SPORTS Arbitrage : Jean-Jacques Ndala Arbitre vidéo : Janny Sikazwe |
| 22 décembre 2021 18:00 UTC+1 | Ibrahim (en) 66e · Mohamed (en) 90+1e                                  | Rapport           | 58e Hadhoudi · 61e Ahaddad ·                                 | Spectateurs : 20 000 Diffuseur : beIN SPORTS Arbitrage : Jean-Jacques Ndala Arbitre vidéo : Janny Sikazwe | Spectateurs : 20 000 Diffuseur : beIN SPORTS Arbitrage : Jean-Jacques Ndala Arbitre vidéo : Janny Sikazwe |
| 22 décembre 2021 18:00 UTC+1 | Maaloul · Benoun · Tau · Abdel Kader (en) · Mohamed (en) · Tawfik (en) | Tirs au but 6 - 5 | Zrida · El Wardi · Hadhoudi · Benhalib · Moutouali · Madkour | Spectateurs : 20 000 Diffuseur : beIN SPORTS Arbitrage : Jean-Jacques Ndala Arbitre vidéo : Janny Sikazwe | Spectateurs : 20 000 Diffuseur : beIN SPORTS Arbitrage : Jean-Jacques Ndala Arbitre vidéo : Janny Sikazwe |

## Statistiques

### Statistiques collectives
| Compétition          | Résultat        | Matches joués | Gagnés | Nuls | Perdus | Buts pour | Buts contre | Différence |
| -------------------- | --------------- | ------------- | ------ | ---- | ------ | --------- | ----------- | ---------- |
| Botola               | 2e              | 30            | 17     | 9    | 4      | 41        | 21          | +20        |
| Coupe du Trône       | Quart de finale | 3             | 1      | 1    | 1      | 4         | 5           | -1         |
| Ligue des champions  | Quart de finale | 10            | 7      | 1    | 2      | 13        | 5           | +8         |
| Supercoupe de la CAF | Finaliste       | 1             | 0      | 0    | 1      | 1         | 1           | +0         |
| Total                | Total           | 44            | 25     | 11   | 8      | 59        | 32          | +28        |

### Statistiques individuelles

#### Onze de départ
| \| No. \| Pos. \| Joueur \| Titulaire \| Remplaçant \| \| --- \| ---- \| ----------------- \| --------- \| ------------------------------------------------------------------------------------------- \| \| 1 \| GB \| Anas Zniti \| 28 \| Gaya a 7 titularisations, Fakhr a 5 titularisations et El Haddaoui a 4 titularisations \| \| 29 \| DD \| Abdelilah Madkour \| 32 \| Badaoui a 2 titularisations \| \| 24 \| DC \| Marouane Hadhoudi \| 36 \| Arrassi a 1 titularisation \| \| 26 \| DC \| Jamal Harkass \| 31 \| Haddad a 21 titularisations \| \| 16 \| DG \| Mohamed Nahiri \| 22 \| Jbira a 15 titularisations, Soukhane a 10 titularisations et Souboul a 8 titularisations \| \| 19 \| MD \| Mohamed Zrida \| 38 \| Arjoune a 24 titularisations, Boulahroud a 4 titularisations et Lakhtibi a 1 titularisation \| \| 17 \| MR \| Zakaria El Wardi \| 25 \| Ngoma a 19 titularisations et Makahasi a 17 titularisations \| \| 18 \| MO \| Abdelilah Hafidi \| 10 \| Habti a 9 titularisations \| \| 10 \| AiG \| Mahmoud Benhalib \| 13 \| Badibanga a 7 titularisations, Farah a 6 titularisations et El Mourabit a 2 titularisations \| \| 5 \| AiD \| Mohsine Moutouali \| 35 \| Benjdida a 9 titularisations et El Bahja a 5 titularisations \| \| 33 \| AC \| Hamid Ahaddad \| 26 \| Kabangu a 6 titularisations, Kouyaté a 5 titularisations et Rahimi a 4 titularisations \| | Zniti Harkass Hadhoudi Madkour Nahiri Arjoune Zrida El Wardi Moutouali(C) Benhalib Ahaddad |                   |           |                                                                                             |
| No. | Pos.                                                                                       | Joueur            | Titulaire | Remplaçant                                                                                  |
| 1 | GB                                                                                         | Anas Zniti        | 28        | Gaya a 7 titularisations, Fakhr a 5 titularisations et El Haddaoui a 4 titularisations      |
| 29 | DD                                                                                         | Abdelilah Madkour | 32        | Badaoui a 2 titularisations                                                                 |
| 24 | DC                                                                                         | Marouane Hadhoudi | 36        | Arrassi a 1 titularisation                                                                  |
| 26 | DC                                                                                         | Jamal Harkass     | 31        | Haddad a 21 titularisations                                                                 |
| 16 | DG                                                                                         | Mohamed Nahiri    | 22        | Jbira a 15 titularisations, Soukhane a 10 titularisations et Souboul a 8 titularisations    |
| 19 | MD                                                                                         | Mohamed Zrida     | 38        | Arjoune a 24 titularisations, Boulahroud a 4 titularisations et Lakhtibi a 1 titularisation |
| 17 | MR                                                                                         | Zakaria El Wardi  | 25        | Ngoma a 19 titularisations et Makahasi a 17 titularisations                                 |
| 18 | MO                                                                                         | Abdelilah Hafidi  | 10        | Habti a 9 titularisations                                                                   |
| 10 | AiG                                                                                        | Mahmoud Benhalib  | 13        | Badibanga a 7 titularisations, Farah a 6 titularisations et El Mourabit a 2 titularisations |
| 5 | AiD                                                                                        | Mohsine Moutouali | 35        | Benjdida a 9 titularisations et El Bahja a 5 titularisations                                |
| 33 | AC                                                                                         | Hamid Ahaddad     | 26        | Kabangu a 6 titularisations, Kouyaté a 5 titularisations et Rahimi a 4 titularisations      |

#### Statistiques des buteurs
| Rang                | Joueur              | Botola | Coupe du trône | Ligue des Champions | Supercoupe | Total |
| ------------------- | ------------------- | ------ | -------------- | ------------------- | ---------- | ----- |
| 1                   | Hamid Ahaddad       | 7      | 3              | 2                   | 0          | 12    |
| 2                   | Mohsine Moutouali   | 9      | 0              | 2                   | 0          | 11    |
| 3                   | Soufiane Benjdida   | 8      | 0              | 0                   | 0          | 8     |
| 4                   | Marouane Hadhoudi   | 4      | 0              | 1                   | 0          | 5     |
| 5                   | Mahmoud Benhalib    | 2      | 0              | 2                   | 0          | 4     |
| 6                   | Mohamed Zrida       | 2      | 0              | 2                   | 0          | 4     |
| 7                   | Houssine Rahimi     | 1      | 0              | 1                   | 0          | 2     |
| 8                   | Fabrice Ngoma       | 1      | 0              | 1                   | 0          | 2     |
| 9                   | Beni Badibanga      | 1      | 0              | 0                   | 0          | 1     |
| 10                  | Mohamed Nahiri      | 1      | 0              | 0                   | 0          | 1     |
| 11                  | Kadima Kabangu      | 1      | 0              | 0                   | 0          | 1     |
| 12                  | Jamal Harkass       | 0      | 1              | 0                   | 0          | 1     |
| 13                  | Moustapha Kouyaté   | 1      | 0              | 0                   | 0          | 1     |
| 14                  | Omar Arjoune        | 1      | 0              | 0                   | 0          | 1     |
| 15                  | Iliass Haddad       | 0      | 0              | 1                   | 0          | 1     |
| 16                  | Oussama Soukhane    | 0      | 0              | 1                   | 0          | 1     |
| 17                  | Zakaria Habti       | 1      | 0              | 0                   | 0          | 1     |
| 18                  | Abdellah Farah      | 1      | 0              | 0                   | 0          | 1     |
| But contre son camp | But contre son camp | 0      | 0              | 0                   | 1          | 1     |
| Total               | Total               | 41     | 4              | 13                  | 1          | 59    |

(Les chiffres ci-dessus ne concernent que les matchs officiels)

#### Statistiques des passeurs
| Rang  | Joueur            | Botola | Coupe du trône | Ligue des Champions | Supercoupe | Total |
| ----- | ----------------- | ------ | -------------- | ------------------- | ---------- | ----- |
| 1     | Mohsine Moutouali | 5      | 0              | 2                   | 0          | 7     |
| 2     | Abdelilah Hafidi  | 4      | 0              | 0                   | 0          | 4     |
| 3     | Abdelilah Madkour | 0      | 0              | 3                   | 1          | 4     |
| 4     | Mahmoud Benhalib  | 3      | 0              | 0                   | 0          | 3     |
| 5     | Fabrice Ngoma     | 3      | 0              | 0                   | 0          | 3     |
| 6     | Mohamed Souboul   | 3      | 0              | 0                   | 0          | 3     |
| 7     | Zakaria El Wardi  | 1      | 0              | 1                   | 0          | 2     |
| 8     | Hamid Ahaddad     | 2      | 0              | 0                   | 0          | 2     |
| 9     | Soufiane Benjdida | 2      | 0              | 0                   | 0          | 2     |
| 10    | Beni Badibanga    | 2      | 0              | 0                   | 0          | 2     |
| 11    | Mohamed Nahiri    | 1      | 0              | 1                   | 0          | 2     |
| 12    | Mohamed Zrida     | 1      | 1              | 0                   | 0          | 2     |
| 13    | Abdellah Farah    | 0      | 1              | 1                   | 0          | 2     |
| 14    | Jamal Harkass     | 1      | 0              | 1                   | 0          | 2     |
| 15    | Abdeljalil Jbira  | 1      | 0              | 0                   | 0          | 1     |
| 16    | Mohamed Makahasi  | 0      | 0              | 1                   | 0          | 1     |
| 17    | Oussama Soukhane  | 1      | 0              | 0                   | 0          | 1     |
| 18    | Houssine Rahimi   | 0      | 0              | 1                   | 0          | 1     |
| 19    | Haitam El Bahja   | 1      | 0              | 0                   | 0          | 1     |
| Total | Total             | 31     | 2              | 11                  | 1          | 45    |

### Distinctions individuelles
Le club fait voter ses supporters pour désigner un joueur du mois parmi l'effectif, il est appelé l'Aigle du mois.
| Mois      | Vainqueurs        | Mois               | Vainqueurs        |
| --------- | ----------------- | ------------------ | ----------------- |
| Septembre | Mohamed Zrida     | Mars               | Merbah Gaya       |
| Octobre   | Mohsine Moutouali | Avril              | Jamal Harkass     |
| Novembre  | Anas Zniti        | Mai                | non attribué      |
| Décembre  | non attribué      | Juin               | Soufiane Benjdida |
| Janvier   | non attribué      | Aigle de la saison | Jamal Harkass     |
| Février   | Mohsine Moutouali |                    |                   |

## Équipe réserve et jeunes

### Équipe réserve
L’équipe espoirs (équipe réserve ou U21) du Raja CA sert de tremplin vers le groupe professionnel pour les jeunes du centre de formation ainsi que pour les joueurs de l'équipe première en manque de compétitivité.
Depuis la finale du championnat espoirs perdue en 2019 aux tirs au but (avec Abdelilah Fahmi), les espoirs évoluent dans le groupe nord-ouest du championnat du Maroc Amateurs 3, soit le cinquième niveau de la hiérarchie du football au Maroc. Les espoirs disputent l'édition 2021-2022 sous la houlette de Bouchaib El Moubarki après avoir manqué la montée de justesse à deux reprises en terminant deuxième en 2019-2020 et en 2020-2021.
Après avoir mené le classement durant la phase aller, l'équipe souffre de la montée de quelques joueurs-clés en équipe première (à l'image de Soufiane Benjdida, Abdellah Farah, Houssine Rahimi ou Mohamed Souboul) et ne collecte que 7 points sur 21 lors des 7 derniers matchs pour terminer en 3e position derrière la Renaissance El Gara et l'AS FAR.
|      | \| Rang \| Équipe \| Pts \| J \| G \| N \| P \| Bp \| Bc \| Diff \| \| ---- \| ------------------- \| --- \| -- \| -- \| - \| - \| -- \| -- \| ---- \| \| 1 \| Renaissance El Gara \| 73 \| 30 \| 23 \| 4 \| 3 \| 62 \| 28 \| +34 \| \| 2 \| AS FAR rés. \| 65 \| 30 \| 20 \| 5 \| 5 \| 56 \| 21 \| +35 \| \| 3 \| Raja CA rés. \| 55 \| 30 \| 16 \| 7 \| 7 \| 58 \| 27 \| +31 \| |     |    |    |   |   |    |    |      |
| Rang | Équipe | Pts | J  | G  | N | P | Bp | Bc | Diff |
| 1    | Renaissance El Gara | 73  | 30 | 23 | 4 | 3 | 62 | 28 | +34  |
| 2    | AS FAR rés. | 65  | 30 | 20 | 5 | 5 | 56 | 21 | +35  |
| 3    | Raja CA rés. | 55  | 30 | 16 | 7 | 7 | 58 | 27 | +31  |

### Centre de formation
Le 8 mai 2022, les équipes U15, U17 et U19 du Raja CA remportent, chacune dans sa catégorie, la 9e édition du Challenger Championnat de football 2020-2021. En finale, les U15 ont dominé le Noria Club Academy (7-0), les U17 ont battu le Racing Athletic Club (2-1) et les U19 se sont imposé aux tirs au but face au Difaa Riadhi (1-1).

#### U19
L'équipe des moins de 19 ans participe au championnat national des U19 sous la direction de Nabil Mesloub.
|      | \| Rang \| Équipe \| Pts \| J \| G \| N \| P \| Bp \| Bc \| Diff \| \| ---- \| ------- \| --- \| -- \| -- \| - \| - \| -- \| -- \| ---- \| \| 1 \| AS FAR \| 55 \| 22 \| 17 \| 4 \| 1 \| 61 \| 21 \| +40 \| \| 2 \| Raja CA \| 50 \| 22 \| 15 \| 5 \| 2 \| 68 \| 16 \| +52 \| |     |    |    |   |   |    |    |      |
| Rang | Équipe | Pts | J  | G  | N | P | Bp | Bc | Diff |
| 1    | AS FAR | 55  | 22 | 17 | 4 | 1 | 61 | 21 | +40  |
| 2    | Raja CA | 50  | 22 | 15 | 5 | 2 | 68 | 16 | +52  |

##### Play-offs
| Date       | Tour      | Adversaire | Lieu                                    | Score |
| ---------- | --------- | ---------- | --------------------------------------- | ----- |
| 22/05/2022 | Journée 1 | Fath US    | Stade Moulay Hassan, Rabat              | 2-0   |
| 25/05/2022 | Journée 2 | AS FAR     | Complexe sportif Raja-Oasis, Casablanca | 2-1   |
| 29/05/2022 | Journée 3 | COD Meknès | Stade Les Hirondelles, Meknès           | 0-1   |
| 12/06/2022 | Journée 4 | COD Meknès | Complexe sportif Raja-Oasis, Casablanca | 1-0   |
| 26/06/2022 | Journée 5 | Fath US    | Complexe sportif Raja-Oasis, Casablanca | 5-1   |
| 02/07/2022 | Journée 6 | AS FAR     | Centre sportif des FAR, Rabat           | 2-4   |

| Finale                            | Académie Mohammed VI | 0 - 1   | Raja CA                             | Stade Boubker-Ammar, Salé               |                                         |
| Samedi 9 juillet 2022 15:00 UTC+1 |                      | (0 - 0) | 67e Mansour Nachet (Zakaria Labib ) | Spectateurs : 5 000 Diffuseur : RAJA TV | Spectateurs : 5 000 Diffuseur : RAJA TV |

#### U17
L'équipe des moins de 17 ans participe au championnat national des U17 sous la direction de Mohamed Armoumen.
|      | \| Rang \| Équipe \| Pts \| J \| G \| N \| P \| Bp \| Bc \| Diff \| \| ---- \| ------- \| --- \| -- \| -- \| - \| - \| -- \| -- \| ---- \| \| 1 \| AS FAR \| 57 \| 22 \| 18 \| 3 \| 1 \| 58 \| 10 \| +48 \| \| 2 \| Raja CA \| 53 \| 22 \| 16 \| 5 \| 1 \| 50 \| 10 \| +40 \| |     |    |    |   |   |    |    |      |
| Rang | Équipe | Pts | J  | G  | N | P | Bp | Bc | Diff |
| 1    | AS FAR | 57  | 22 | 18 | 3 | 1 | 58 | 10 | +48  |
| 2    | Raja CA | 53  | 22 | 16 | 5 | 1 | 50 | 10 | +40  |

##### Play-offs
| Date       | Tour      | Adversaire           | Lieu                                    | Score |
| ---------- | --------- | -------------------- | --------------------------------------- | ----- |
| 22/05/2022 | Journée 1 | RS Berkane           | Complexe sportif Raja-Oasis, Casablanca | 2-2   |
| 25/05/2022 | Journée 2 | AS FAR               | Centre sportif des FAR, Rabat           | 1-2   |
| 30/05/2022 | Journée 3 | Académie Mohammed VI | Académie Mohammed VI, Salé              | 0-1   |
| 26/06/2022 | Journée 4 | AS FAR               | Complexe sportif Raja-Oasis, Casablanca | 2-1   |
| 30/06/2022 | Journée 5 | RS Berkane           | Académie de Berkane, Berkane            | 1-1   |
| 03/07/2022 | Journée 6 | Académie Mohammed VI | Complexe sportif Raja-Oasis, Casablanca | 0-0   |

| Demi-finale                         | Olympique Dcheira | 0 - 1   | Raja CA   | Stade municipal de Témara, Témara |                     |
| Mercredi 6 juillet 2022 15:00 UTC+1 |                   | (0 - 0) | 59e Amara | Spectateurs : 1 000               | Spectateurs : 1 000 |

| Finale                            | AS FAR | 2 - 1   | Raja CA | Stade Boubker-Ammar, Salé               |                                         |
| Samedi 9 juillet 2022 11:00 UTC+1 |        | (2 - 0) | 74e     | Spectateurs : 3 000 Diffuseur : RAJA TV | Spectateurs : 3 000 Diffuseur : RAJA TV |

#### U15
|      | \| Rang \| Équipe \| Pts \| J \| G \| N \| P \| Bp \| Bc \| Diff \| \| ---- \| ------- \| --- \| -- \| -- \| - \| - \| -- \| -- \| ---- \| \| 5 \| Raja CA \| 35 \| 20 \| 11 \| 2 \| 7 \| 32 \| 24 \| +8 \| |     |    |    |   |   |    |    |      |
| Rang | Équipe | Pts | J  | G  | N | P | Bp | Bc | Diff |
| 5    | Raja CA | 35  | 20 | 11 | 2 | 7 | 32 | 24 | +8   |

## Équipe féminine
Après quelques années d’absence, la section féminine du Raja CA revient sur le devant de la scène. Au titre de la saison 2021-2022, le club participe au championnat de la Ligue du Grand Casablanca qui offre la promotion à la deuxième division au champion. La présidente de la commission du football féminin Nawal El Aidaoui, vise à mettre en place une structure de gestion solide afin de retrouver l'élite. En effet, la stratégie du Raja ambitionne la formation et la construction d'une jeune équipe avec une moyenne d'âge ne dépassant pas 20 ans en équipe première. Le club vise à se transformer en un vivier de talents pour l'équipe nationale marocaine.
Le championnat démarre le 26 décembre 2021, les Rajaouies entament la saison par une victoire écrasante à l'extérieur face à la Renaissance Essoukhour Sawdae (10-0). Sous la houlette de l'entraîneuse Amal et le directeur technique belge Patrick De Wilde, l'équipe féminine du Raja remportent plusieurs matchs et réalisent une belle saison dans le championnat de la Ligue de Casablanca, en finissant la phase aller à la troisième place. Lors de la phase retour, grâce à plusieurs recrutements, l'équipe réussira à arracher la deuxième place et finir vice-champion de la Ligue.
|      | \| Rang \| Équipe \| Pts \| J \| G \| N \| P \| Bp \| Bc \| Diff \| \| ---- \| ------------------- \| --- \| -- \| -- \| - \| - \| -- \| -- \| ---- \| \| 1 \| Union Salam DS \| 55 \| 20 \| 18 \| 1 \| 1 \| 83 \| 18 \| +65 \| \| 2 \| Raja CA \| 46 \| 20 \| 14 \| 4 \| 2 \| 61 \| 14 \| +47 \| \| 3 \| Club Rahal Football \| 45 \| 20 \| 14 \| 3 \| 3 \| 70 \| 13 \| +57 \| |     |    |    |   |   |    |    |      |
| Rang | Équipe | Pts | J  | G  | N | P | Bp | Bc | Diff |
| 1    | Union Salam DS | 55  | 20 | 18 | 1 | 1 | 83 | 18 | +65  |
| 2    | Raja CA | 46  | 20 | 14 | 4 | 2 | 61 | 14 | +47  |
| 3    | Club Rahal Football | 45  | 20 | 14 | 3 | 3 | 70 | 13 | +57  |